# Jacques Roca
Jacques Roca (Benisanet, 3 de noviembre de 1934 - ibídem, 30 de julio de 2007) fue un piloto de motociclismo, ingeniero y mecánico español nacionalizado francés. Compitió en el Campeonato del Mundo de Motociclismo desde 1962 hasta 1972.

## Biografía

### Éxitos en ciclismo
Exiliado con su familia en Francia a causa de la guerra civil española, Jaume Joan Roca comenzó su actividad deportiva como ciclista, tal como había hecho también su hermano mayor Joachim. Jacques fue profesional entre 1953 y 1956, protagonitzando una prometedora carrera durante la cual obtuvo diversas victorias en Francia y fue considerado una de las estrellas emergentes del ciclismo galo. Compitió contra los mejores de la época, como Louison Bobet al que ganó en Lurcy-Lévis. Gracias a estos éxitos, en 1957 fue seleccionado para correr el Tour de Francia, pero fue enviado a la Guerra de Argelia, con tan mala suerte que, al poco de llegar, resulta gravemente herido al pisar una mina terrestre con su jeep.

### Les heridas de Argelia
Las heridas sufridas en la guerra acabaron con su carrera como ciclista. Con dos dedos amputados, los médicos le dijeron que su pierna no volvería a funcionar, pero lejos de hundirse comenzó una rehabilitación utilizando un manillar de una bicicleta. Con los músculos cortados, obligó a sobrecargarse a las pantorrillas y con determinación, consiguió volver a caminar y a ir en biciliceta.

### El paso al motociclismo
En vez de abandonar el ciclismo, decidió dedicarse a las carreras de motos, deporte que ya había practicado con su padre. Debutó en 1959 en la Bol d'Or con una Morini 175, con Désiré Esmé de compañero, consiguiendo la segunda posición en su categoría. Pronto le siguieron muchas otras hasta que Derbi, que miraba de establecerse en Francia, decidió de ficharle en 1961. Pronto Roca consiguió la primera victoria en una carrera internacional para la firma española: fue en mayo de 1962, cuando ganó en Clarmont-Ferrand con una Derbi 50. Desde ese momento, comenzó a acumular victorias y obtuvo cuatro títulos de Francia sucesivos en la cilindrada dels 50cc (1962-1965). En 1966 dio el salto a 175cc con una Bultaco y a 350cc con una Ducati, consiguiendo dos títulos nacionales al final de la temporada.
Al mismo tiempo, compitió en el Campeonato del Mundo de Motociclismo con éxito. Em 1965 acabó noveno en el mundial de 50 cc con Derbi y en 1967 fue séptimo en el Gran Premio de Francia por detrás de Mike Hailwood y Phil Read y por delante de Jack Findlay.

### La etapa en Suzuki
Aparte de sus dotes de piloto, Roca tenía un gran talento para la inginiería mecánica y dominaba especialmente la tecnología de los motores de dos tiempos. En 1968, el año en el que había creado en su primer equipo de competición para Yamaha Sonauto (importador francés), se integra a la red importadora de Suzuki debido a una casualidad. Todo comenzó cuando fue al taller del importador de Kreidler y Suzuki en Francia (Pierre Bonnet) a buscar algunas piezas. Allí encontró un cliente que se quejaba del mal funcionamiento de su Suzuki T500 y Roca decidió echarle un vistazo. Después de algunos ajustes menores se despide, pero el cliente volvió en seguido para agradecerle el trabajo bien hecho. El importador Bonnet estuvo impresionado, teniendo en cuenta que nadie había conseguido hasta entonces configurar esa moto, y contrató a Jacques Roca como director técnico, encargándole distribuidores para la marca.
Pocos años después, en 1972, Suzuki lanza su innovadora 750 GT. Era una tricilíndrica refrigerada por agua que se vendió muy bien durante el primer año, pero pronto las ventas se estancaron y el importador se quedó con un amplio stock son salida. Entonces encargó a Roca que encontrara una solución y este realizó su primera creación en carrocería, desarrollando un cuadro especial inspirado en el mundo de las carreras. El resultado fue muy efectivo, ya que el stock comenzó a venderse en seguida. Desde este primer éxito en el campo de la personalización, Roca fue mejorando constantemente su obra. Para el Salón de París de 1973, incluso creó la 750 especial Roca completamente bañada en oro, un ejemplar único en posesión actualmente de un famoso actor norteamericano.
Mientras tanto, Roca seguía compitiendo en el mundial en diversas categorías, hasta que se retiró definitivamente en 1964. Un año más tarde, en 1975, participó en el Tour de Francia en moto y casi roza la tragedia en un accidente que sufrió cuando se le cruzó una camioneta. Después de un tiempo hospitalizado, cuelve a Suzuki, pero los desacuerdos con un nuevo directivo le empujan a irse. Como regalo de despedida, los concesionarios de la marca le ofrecen una 750 Roca GT casi intacta.

### Últimos años
Una vez fuera de Suzuki, Roca fundó su propia franquicia multimarca y continuó su trabajo como creador, transformando algunos de los modelos que comercializaba. Durante la década de los 90 regentaba un concesionario Honda cerca de París. Jacques Roca recibió la Hit Bike Cup, distinción que premia las motos más bellas, antes de jubilarse. Una vez retirado volvió a España donde se estableció en su pueblo natal, Benisanet, donde residió hasta su muerte a la edad de 72 años a causa de un cáncer.

## Roca y Suzuki
Jacques Roca es especialmente conocido por su relación con Suzuki, marca en la cual fue director técnico y distribuidor-preparador en Francia durante años. En ese país son muy recordadas las "bouillottes Roca" ("bolsas de agua caliente Roca"), nombre con en el conocían durante la década de 1970 las Suzuki GT 750 que preparaba. Fue el primer en equipar este modelo con un conjunto depósito sellado de poliéster, en unos momentos en los que el cafe racer estaban muy de moda. Durante años, las "Suzuki Roca" han sido muy preciada por los expertos y coleccionistas de modelos únicos.
Pero Roca se centraba también en los modelos nuevos. Preparó, por ejemplo, muchas Suzuki 1100 GSX con sus famosas hebillas y pinturas metalizadas, con bandas degradadas de color azul y amarillo. Durante sus últimos años de vida continuó diseñando su ritmo de puiezas especiales para diferentes modelos de la marca japonesa.
Por otro lado, su hijo, también Jacques Roca, es un reputado mecánico de motocicletas de Grandes Premios y durante un tuempo fue el mecánico de Pol Espargaró, cuando ese competí en Moto2 dentro del equipo de Sito Pons.

## Resultados en el Campeonato del Mundo
Sistema de puntuación desde 1950 hasta 1968:
| Posición | 1.º | 2.º | 3.º | 4.º | 5.º | 6.º |
| Puntos   | 8   | 6   | 4   | 3   | 2   | 1   |

Sistema de puntuación desde 1969 hasta 1987:
| Posición | 1.º | 2.º | 3.º | 4.º | 5.º | 6.º | 7.º | 8.º | 9.º | 10.º |
| Puntos   | 15  | 12  | 10  | 8   | 6   | 5   | 4   | 3   | 2   | 1    |

### Carreras por año
(Carreras en negrita indica pole position, carreras en cursiva indica vuelta rápida)
| Año  | Cat.  | Equipo  | 1       | 2       | 3       | 4     | 5     | 6      | 7       | 8     | 9     | 10      | 11    | 12    | 13    | Pts. | Pos. |
| ---- | ----- | ------- | ------- | ------- | ------- | ----- | ----- | ------ | ------- | ----- | ----- | ------- | ----- | ----- | ----- | ---- | ---- |
| 1962 | 50cc  | Derbi   | ESP -   | FRA 10  | IOM -   | NED - | BEL - | GER 14 | RDA -   | NAT - | FIN - | ARG -   |       |       |       | 0    | -    |
| 1963 | 50cc  | Derbi   | ESP -   | GER -   | FRA 7   | IOM - | NED - | BEL -  |         |       | FIN - |         | ARG - | JPN - |       | 0    | -    |
| 1964 | 50cc  | Derbi   | USA -   | ESP -   | FRA Ret | IOM - | NED - | BEL -  | GER -   |       |       | FIN -   |       |       |       | 0    | -    |
| 1964 | 125cc | MZ      | USA -   | ESP -   | FRA -   | IOM - | NED - |        | GER DNQ | RDA - | ULS - | FIN -   | NAT - | JPN - |       | 0    | -    |
| 1965 | 50cc  | Derbi   | USA 5   | GER -   | ESP -   | FRA 5 | IOM - | NED -  | BEL -   |       |       |         |       |       | JPN - | 4    | 9.º  |
| 1966 | 50cc  | Derbi   | ESP Ret | GER -   |         | NED - |       |        |         |       |       | IOM Ret | NAT - | JPN - |       | 0    | -    |
| 1966 | 125cc | Derbi   | ESP Ret | GER -   |         | NED - |       | DDR -  | CZE -   | FIN - | ULS - | IOM -   | NAT - | JPN - |       | 0    | -    |
| 1966 | 250cc | Derbi   | ESP Ret | GER -   | FRA 9   | NED - | BEL - | DDR -  |         | FIN - | ULS - | IOM -   | NAT - | JPN - |       | 0    | -    |
| 1967 | 50cc  | Derbi   | ESP Ret | GER -   | FRA -   | IOM - | NED - | BEL -  |         |       |       |         |       |       | JAP - | 0    | -    |
| 1967 | 125cc | Derbi   | ESP Ret | GER -   | FRA Ret | IOM - | NED - |        | DDR -   | CZE - | FIN - | ULS -   | NAT - | CAN - | JAP - | 0    | -    |
| 1967 | 250cc | Bultaco | ESP Ret | GER -   | FRA 7   | IOM - | NED - | BEL -  | DDR -   | CZE - | FIN - | ULS -   | NAT - | CAN - | JAP - | 0    | -    |
| 1969 | 50cc  | Derbi   | ESP -   | GER -   | FRA 7   |       | NED - | BEL -  | DDR -   | CZE - |       | ULS -   | NAT - | YUG - |       | 4    | 27.º |
| 1969 | 125cc | Derbi   | ESP -   | GER -   | FRA 4   | IOM - | NED - | BEL -  | DDR -   | CZE - | FIN - |         | NAT - | YUG - |       | 8    | 23.º |
| 1970 | 50cc  | Derbi   | GER -   | FRA 11  | YUG -   |       | NED - | BEL -  | DDR -   | CZE - |       | ULS -   | NAT - | ESP - |       | 0    | -    |
| 1970 | 125cc | Derbi   | GER -   | FRA Ret | YUG -   | IOM - | NED - | BEL -  | DDR -   | CZE - | FIN - |         | NAT - | ESP - |       | 0    | -    |
| 1970 | 500cc | Suzuki  | GER -   | FRA Ret | YUG -   | IOM - | NED - | BEL -  | DDR -   |       | FIN - | ULS -   | NAT - | ESP - |       | 0    | -    |
| 1972 | 250cc | MZ      | GER -   | FRA 14  | AUT -   | NAT - | IOM - | YUG -  | NED -   | BEL - | DDR - | CZE -   | SWE - | FIN - | ESP - | 0    | -    |
| 1972 | 500cc | Suzuki  | GER -   | FRA 17  | AUT -   | NAT - | IOM - | YUG -  | NED -   | BEL - | DDR - | CZE -   | SWE - | FIN - | ESP - | 0    | -    |